# Coppa Europa di sci alpino 1983
La Coppa Europa di sci alpino 1983 fu la 12ª edizione della manifestazione organizzata dalla Federazione Internazionale Sci.
In campo maschile lo statunitense Bill Johnson si aggiudicò sia la classifica generale, sia quella di discesa libera; l'austriaco Günther Mader vinse quella di slalom gigante, l'italiano Peter Mally quella di slalom speciale. L'austriaco Hubert Strolz era il detentore uscente della Coppa generale.
In campo femminile la svizzera Christine von Grünigen si aggiudicò sia la classifica generale, sia quelle di slalom gigante e di slalom speciale; l'austriaca Veronika Wallinger vinse quella di discesa libera. La tedesca occidentale Sonja Stotz era la detentrice uscente della Coppa generale.

## Uomini

### Classifiche

#### Generale
| Pos. | Nome               | Nazione     | Punti |
| ---- | ------------------ | ----------- | ----- |
| 1    | Bill Johnson       | Stati Uniti | 115   |
| 2    | Franck Piccard     | Francia     | 113   |
| 3    | Ernst Riedlsperger | Austria     | 103   |

#### Discesa libera
| Pos. | Nome          | Nazione     | Punti |
| ---- | ------------- | ----------- | ----- |
| 1    | Bill Johnson  | Stati Uniti | 95    |
| 2    | Andy Chambers | Stati Uniti | 60    |
| 3    | Henry Feige   | Francia     | 59    |

#### Slalom gigante
| Pos. | Nome               | Nazione          | Punti |
| ---- | ------------------ | ---------------- | ----- |
| 1    | Günther Mader      | Austria          | 80    |
| 2    | Aleksandr Žirov    | Unione Sovietica | 67    |
| 3    | Ernst Riedlsperger | Austria          | 64    |

#### Slalom speciale
| Pos. | Nome              | Nazione | Punti |
| ---- | ----------------- | ------- | ----- |
| 1    | Peter Mally       | Italia  | 83    |
| 2    | Jonas Nilsson     | Svezia  | 78    |
| 3    | Gunnar Neuriesser | Svezia  | 75    |

## Donne

### Classifiche

#### Generale
| Pos. | Nome                   | Nazione  | Punti |
| ---- | ---------------------- | -------- | ----- |
| 1    | Christine von Grünigen | Svizzera | 160   |
| 2    | Brigitte Gadient       | Svizzera | 147   |
| 3    | Corinne Schmidhauser   | Svizzera | 107   |

#### Discesa libera
| Pos. | Nome               | Nazione | Punti |
| ---- | ------------------ | ------- | ----- |
| 1    | Veronika Wallinger | Austria | 50    |
| 2    | Roberta Berbenni   | Italia  | 30    |
| 2    | Patricia Kästle    | Austria | 30    |
| 2    | Elisabeth Warter   | Austria | 30    |

#### Slalom gigante
| Pos. | Nome                   | Nazione  | Punti |
| ---- | ---------------------- | -------- | ----- |
| 1    | Christine von Grünigen | Svizzera | 69    |
| 2    | Brigitte Gadient       | Svizzera | 66    |
| 3    | Paola Marciandi        | Italia   | 52    |

#### Slalom speciale
| Pos. | Nome                   | Nazione        | Punti |
| ---- | ---------------------- | -------------- | ----- |
| 1    | Christine von Grünigen | Svizzera       | 87    |
| 2    | Brigitte Gadient       | Svizzera       | 75    |
| 3    | Ivana Velesová         | Cecoslovacchia | 65    |